# Jan Wojciech Gurowski
Jan Wojciech Gurowski herbu Wczele – sędzia wschowski w latach 1701-1707, podsędek wschowski w latach 1694-1701, pisarz wschowski w latach 1689-1694.
Sędzia kapturowy sądu ziemskiego wschowskiego w 1696 roku.